# Cathédrale Santa Maria Maggiore de Barletta
Cette  cathédrale n’est pas la seule cathédrale Sainte-Marie-Majeure.
La cathédrale Santa Maria Maggiore (en français : Sainte-Marie-Majeure) est la cathédrale de Barletta, dans le nord de la région des Pouilles en Italie. Elle possède également depuis 1961 le titre de basilique mineure et est actuellement la cocathédrale de l'archidiocèse de Trani-Barletta-Bisceglie.

## Historique

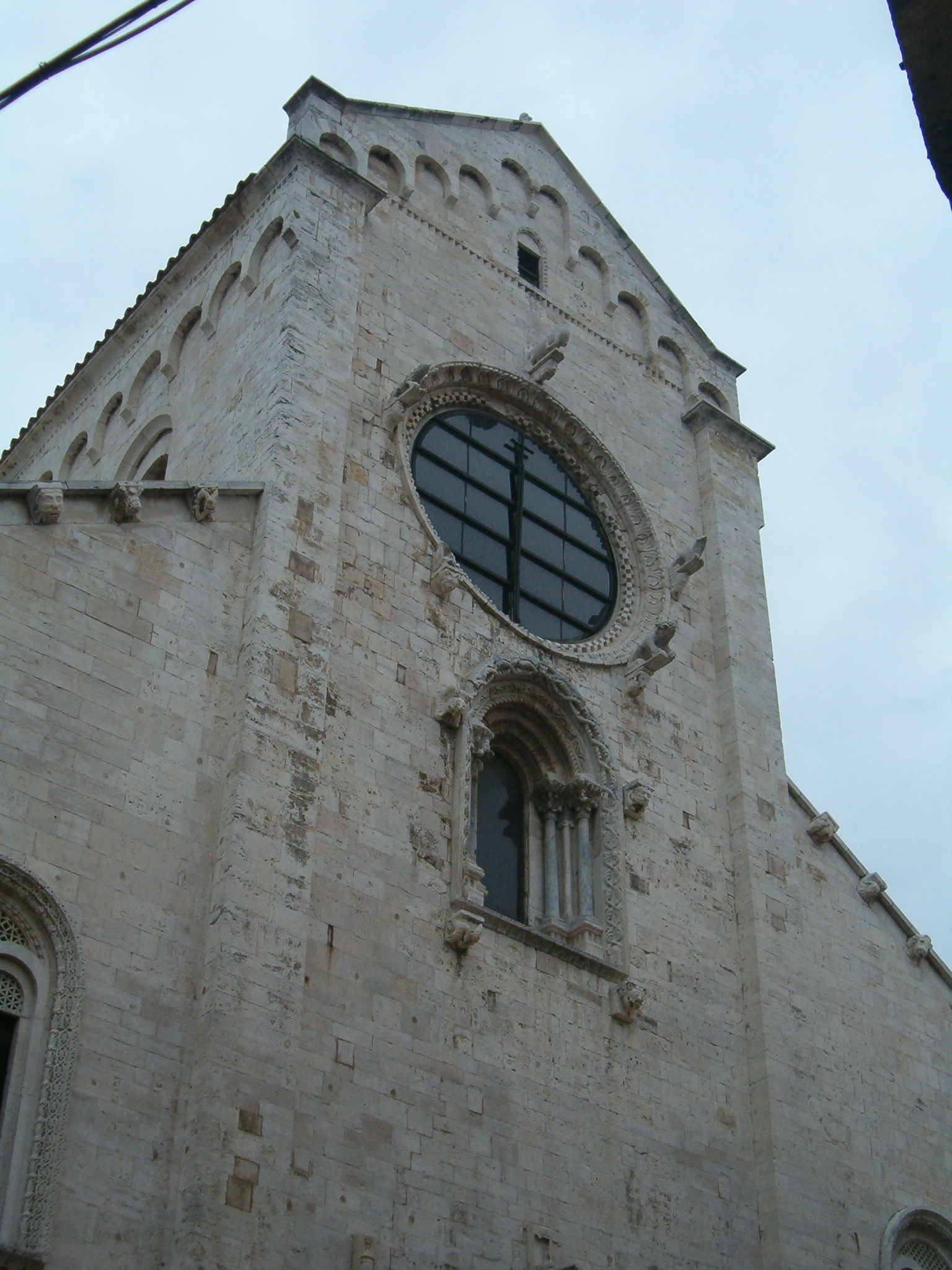
façade Ouest de la cathédrale Santa Maria Maggiore à Barletta (Italie)

Sur le site ont été retrouvés les restes de tombes datant du IVe siècle av. J.-C. ainsi que d'un temple païen dédié à Neptune. Au VIe siècle fut construite la première église paléochrétienne de Santa Maria Maggiore. Au VIIIe siècle, elle prend la dénomination de Santa Maria de Auxilio. La construction de l'église actuelle fut entreprise entre 1147 et 1153 lors de la période de domination des Normands sur la ville. Elle reprend alors son nom de Santa Maria Maggiore. Différents ajouts architecturaux seront réalisés au cours des deux siècles suivants pour prendre sa forme définitive vers 1320.
L'église est consacrée cathédrale par Pie IX dans la bulle du 21 avril 1860 puis est devenue basilique mineure en 1961.

## Architecture et décorations

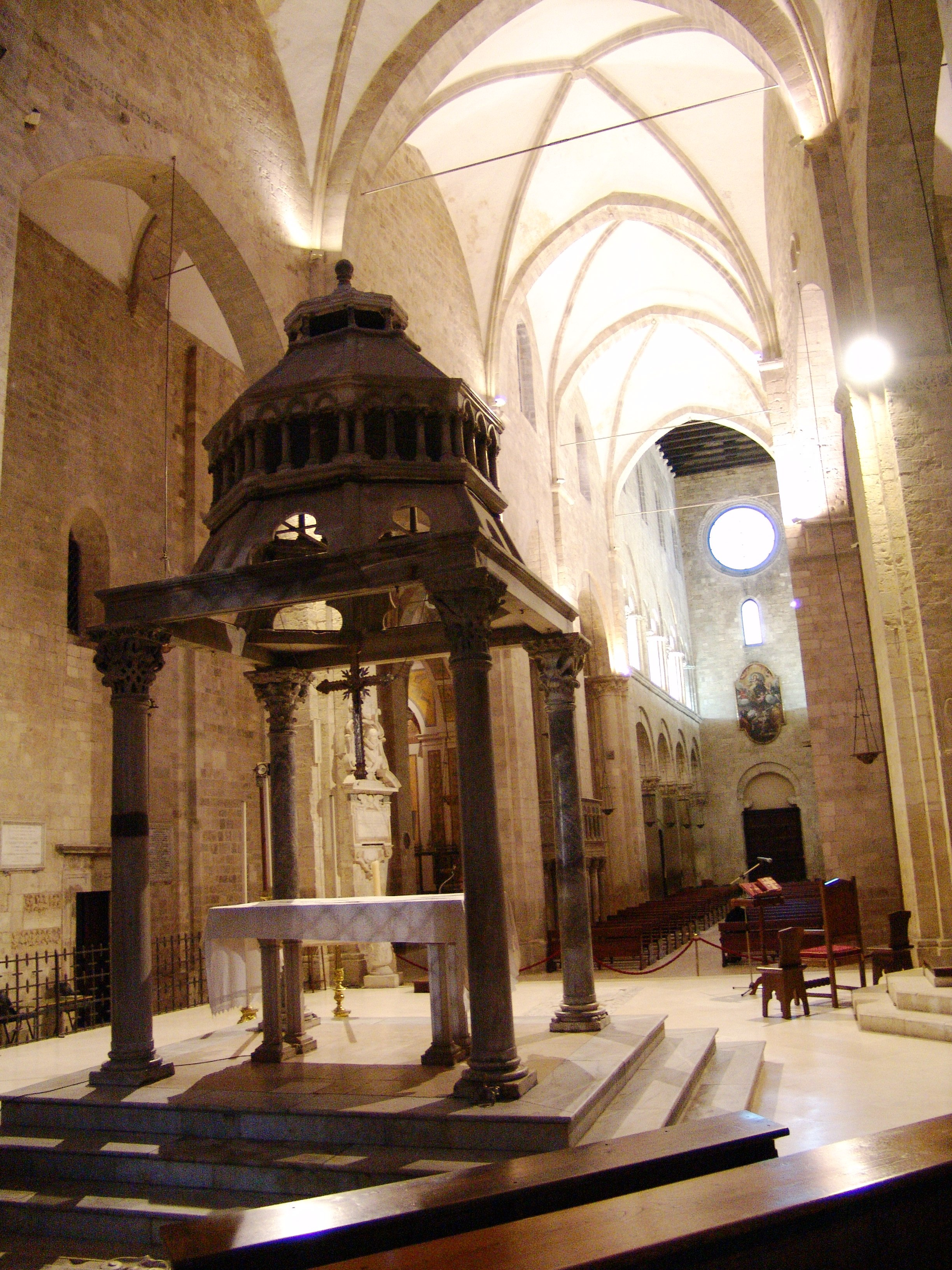
Le maître-autel surmonté de son ciborium et la nef centrale

## Sources
- (it) Cet article est partiellement ou en totalité issu de l’article de Wikipédia en italien intitulé « Concattedrale di Santa Maria Maggiore » (voir la liste des auteurs).